# William Speirs Bruce
William Speirs Bruce   (Londres, 1 d'agost de 1867 - Edimburg, 28 d'octubre de 1921) FRSE  va ser un naturalista i explorador polar escocès que organitzà i dirigí la Scottish National Antarctic Expedition (SNAE, 1902–04) a les Illes Òrcades del Sud i al Mar de Weddell. Entre altres assoliments, aquesta expedició va establir la primera estació meteorològica permanent a l'Antàrtida. Bruce més tard fundà el Scottish Oceanographical Laboratory a Edimburg, però els seus plans d'una marxa transcontinental antàrtica cap el pol Sud van ser abandonats per la manca de suport financer.
El 1892 Bruce deixà els seus estudis de medicina a la University of Edinburgh i s'uní a l'expedició balenera Dundee Whaling Expedition a l'Antàrtida com a científic ajudant. Això va ser seguit per viatges àrtics a Novaya Zemlya, Spitsbergen i Terra Franz Josef. El 1899 Bruce, va ocupar un lloc a l'expedició Discovery Expedition de Robert Falcon Scott.
Entre 1907 i 1920 Bruce va fer diversos viatges a les regions àrtiques, tant amb intencions científiques com comercials.